# 红地对人兽树纹罽袍
红地对人兽树纹罽袍是一件东汉晚期双层两面纹毛织物。现藏新疆维吾尔自治区文物考古研究所。红地对人兽树纹罽袍1995年出土于营盘古城及古墓群15号墓，是一具被稱為「營盤美男」的印歐人種木乃伊所穿衣物。

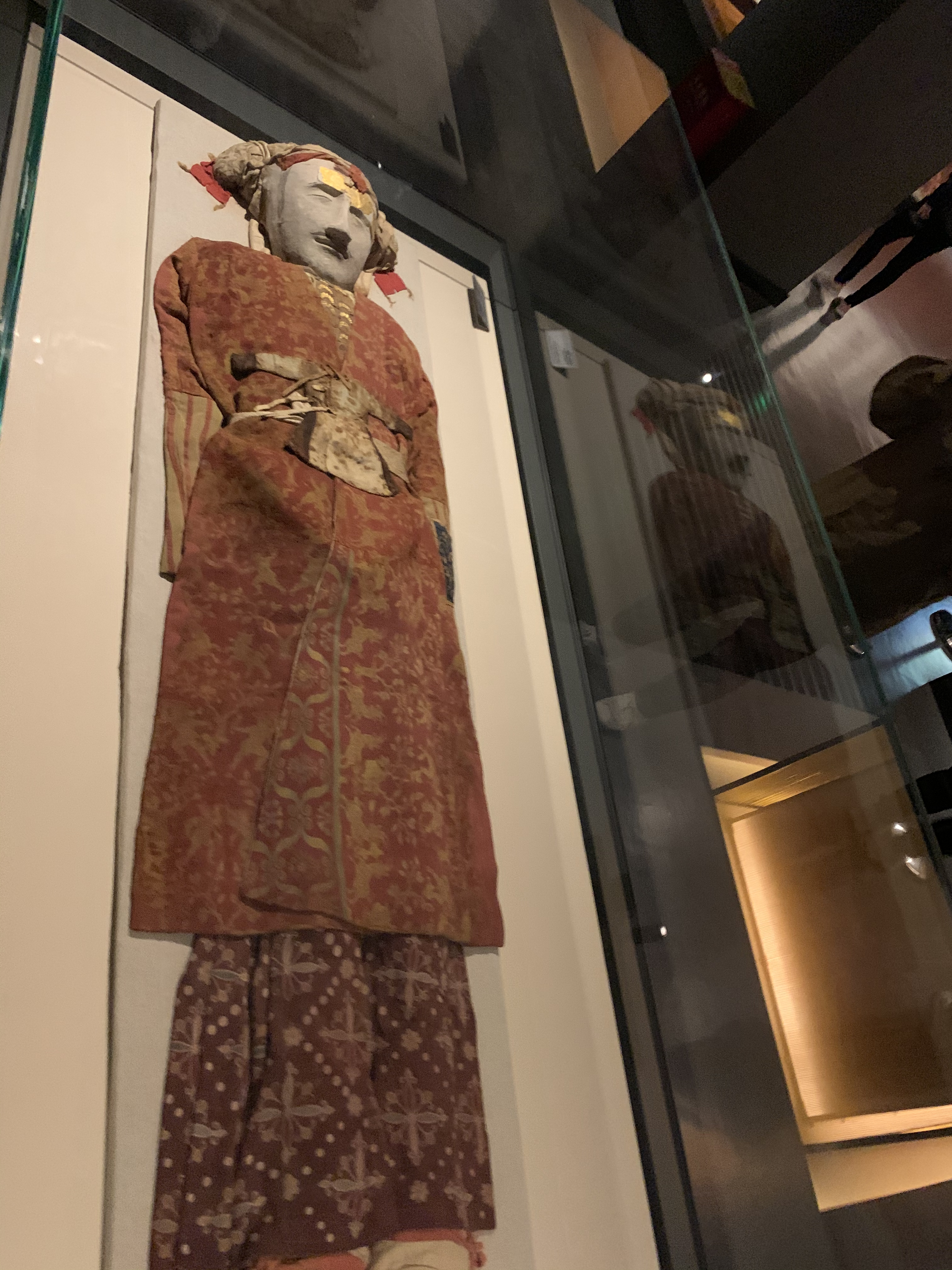
红地对人兽树纹罽袍 现藏于新疆维吾尔自治区博物馆

## 简介
红地对人兽树纹罽袍原料主要是羊毛、羊绒。衣长117厘米, 通袖长193厘米，腰围92厘米。左下襟接缝一块狭长三角形卷藤花树纹罽，两袖下半截接缝彩条纹罽。是由红、黄两色经纬按排列比 1∶1 平纹交织。

## 样式与图案
红地对人兽树纹罽袍纹样对称规整，每六组两两相对的人或动物以石榴树为轴组成一区 (长77厘米、宽约120厘米)。人物分别是是手持矛、盾、剑之类兵器并表现出不同的对练姿态的裸体、大眼、高鼻、卷发的男性。其人物造型受古希腊、古罗马艺术的影响。或认为是古希腊爱神厄洛斯。每两组人物间隔一组对牛或羊，兽纹是波斯装饰艺术中常见的纹样。故体现出古多种文化（希腊、罗马文化与波斯文化）互相融合的艺术特征。

## 染料来源
通过微观形貌观测和液相色谱法-质谱联用（HPLC-MS）的分析，红地对人兽树纹罽袍中的红色系、蓝色系、黄色毛织物以及黄色丝织品分别由茜草、靛青、本地的胡杨叶和黄檗染成。

## 展览
2015年，红地对人兽树纹罽袍在浙江杭州西湖博物馆参展《丝路之绸：起源、传播与交流》文物展。
2017年，红地对人兽树纹罽袍在香港历史博物馆参展国家文物局主办的《绵亘万里:世界遗产丝绸之路》文物展。
2019年11月1日，北京大学与新疆维吾尔自治区文物局在北京大学赛克勒考古与艺术博物馆主办的“千山共色——丝绸之路文明特展”开展，红地对人兽树纹罽袍为参展的70件（组）文物之一。